# Галина Прозуменшчикова
Галина Николаевна Прозуменшчикова (на украински: Прозуменщикова Галина Миколаївна; по мъж Степанова; 26 ноември 1948, Севастопол – 19 юли 2015, Москва) е съветска украинска и руска плувкиня, после треньорка по плуване.
Тя е шесткратен световен и деветкратен европейски рекордьор, 27 пъти рекордьор на СССР; първият олимпийски шампион по плуване в историята на съветския спорт (1964), сребърен и бронзов медалист от Олимпийските игри в Мексико (1968) и Мюнхен (1972), трикратен европейски шампион (1966, 1970), 15 пъти шампион на СССР (1962 – 1973), както и европейски шампион сред ветерани (1999) и бронзов медалист от Европейското първенство за ветерани на 100 м бруст през 2001 г.

## Биография
Започва да плува на 10-годишна възраст, година по-късно е поканена в Детско-юношеската спортна школа в Севастопол. До 1970 г. тренира с треньорката Елена Лукяновна Алексеенко, в този период са основните ѝ спортни постижения, а след това и с Виталий Иванович Сорокин. Прозуменшчикова покрива норматива от първа категория за възрастни през 1961 г., година по-късно – норматива за майстора на спорта на СССР. От 1962 г. представя въоръжените сили на Севастопол (до 1966 г.), а през 1967 – 1973 г. – на Москва.
Заслужил майстор на спорта на СССР по плуване стил бруст (1964), олимпийски шампион (1964, Токио), медалист от Олимпийските игри (1968, Мексико и 1972, Мюнхен), европейски шампион (1966, 1970), многократен шампион на СССР (1963 – 1972) различни разстояния.
На разстояние 200 м бруст Прозуменшчикова поставя четири пъти световен рекорд: на 11 април 1964 г., на срещата между СССР и Великобритания в Блакпул с резултат 2:47,7, подобрява рекорда на Карин Бейер (ГДР), поставен три години по-рано, а след това подобрява този резултат на 17 май 1964 г. на срещата между СССР и ГДР в Берлин (2:45,4); на 12 септември 1965 г. в Гронинген (2:45,3) и на 22 август 1966 г. на европейското първенство в Утрехт (2:40,8).
На 17 юли 1966 г. в Ленинград поставя световен рекорд и в бруста на разстояние 100 м (1:15,7).
От 1966 г. живее в Москва. Завършва Факултета по журналистика на Московския държавен университет (1976). От 1980 г. работи като треньор по плуване в московския ЦСКА.
Почива на 67-годишна възраст след дълго боледуване на 19 юли 2015 г. Погребана е в Москва на Ваганковското гробище.